# 亞歷山大 (利珀親王)
亞歷山大（德語：Karl Alexander zur Lippe，1831年1月16日—1905年1月13日），利珀親王，1895年至1905年在位。

## 生平
亞歷山大是利珀親王利奧波德二世的第五子，屬於利珀家族的德特摩德系。由於亞歷山大患有精神疾病，他的次兄、前任親王沃爾德馬指定紹姆堡-利珀的阿道夫王子擔任亞歷山大即位後的攝政。然而，血緣上較接近德特摩德系的利珀-比斯特費爾德伯爵恩斯特亦宣稱應由自己擔任攝政。1897年，在薩克森國王阿爾貝的協調下，恩斯特成為利珀親王國的攝政。1904年恩斯特去世，其子利奧波德繼任為攝政，並於隔年亞歷山大去世後成為利珀親王。